# VV Baronie in het seizoen 1955/56
Het seizoen 1955/1956 was het eerste jaar in het bestaan van de Bredase betaaldvoetbalclub Baronie. De club kwam uit in de Nederlandse Eerste klasse B en eindigde daarin op de negende plaats, dit betekende dat de club in het nieuwe seizoen uitkwam in de Tweede divisie.

## Wedstrijdstatistieken

### Eerste klasse B
|       | Be Quick | Blauw-Wit | 't Gooi | Haarlem | Helmond | Heracles | Hermes DVS | Leeuwarden | LONGA | ONA   | Rheden | Wageningen | Zwolsche Boys |
| ----- | -------- | --------- | ------- | ------- | ------- | -------- | ---------- | ---------- | ----- | ----- | ------ | ---------- | ------------- |
| Thuis | 0 – 2    | 1 – 5     | 3 – 1   | 1 – 1   | 3 – 2   | 2 – 3    | 1 – 1      | 3 – 3      | 2 – 1 | 2 – 1 | 1 – 2  | 3 – 3      | 3 – 1         |
| Uit   | 2 – 0    | 5 – 1     | 2 – 2   | 1 – 1   | 2 – 2   | 2 – 3    | 2 – 1      | 4 – 0      | 1 – 2 | 1 – 4 | 3 – 0  | 1 – 0      | 2 – 0         |

## Statistieken Baronie 1955/1956

### Eindstand Baronie in de Nederlandse Eerste klasse B 1955 / 1956
| Stand | Gespeeld | Gewonnen | Gelijk | Verloren | Punten | Doelpunten voor | Doelpunten tegen |
| ----- | -------- | -------- | ------ | -------- | ------ | --------------- | ---------------- |
| 9e    | 26       | 8        | 7      | 11       | 23     | 41              | 54               |

### Topscorers
| Competitie \| # \| Naam \| \| \| ------ \| ------------------- \| -- \| \| 1. \| Piet Kas \| 16 \| \| 2. \| Nol van de Haterd \| 8 \| \| 3. \| Frans Roelandt \| 5 \| \| 4. \| Koos Sins \| 4 \| \| 5. \| Piet van Raak \| 3 \| \| 6. \| Jos Beenhakkers \| 1 \| \| 6. \| Kees van den Berghe \| 1 \| \| 6. \| Van den Berk \| 1 \| \| 6. \| Hans Gelissen \| 1 \| \| 6. \| Visser \| 1 \| \| Totaal \| Totaal \| 41 \| |                     |      |
| # | Naam                | Goal |
| 1. | Piet Kas            | 16   |
| 2. | Nol van de Haterd   | 8    |
| 3. | Frans Roelandt      | 5    |
| 4. | Koos Sins           | 4    |
| 5. | Piet van Raak       | 3    |
| 6. | Jos Beenhakkers     | 1    |
| 6. | Kees van den Berghe | 1    |
| 6. | Van den Berk        | 1    |
| 6. | Hans Gelissen       | 1    |
| 6. | Visser              | 1    |
| Totaal | Totaal              | 41   |